# Michipicoten Island
Michipicoten Island – wyspa na Jeziorze Górnym, położona w północno-wschodniej części jeziora, 60 km od ujścia rzeki Michipicoten River. Zajmuje powierzchnię 184 km2 i jest trzecią największą wyspą na Jeziorze Górnym (po Isle Royale i St. Ignace Island) oraz 19. pod względem powierzchni wyspą na świecie położoną na jeziorze. Od 1985 roku na wyspie istnieje park prowincjonalny.
W 1912 roku na wschodnim krańcu wyspy zbudowano latarnię morską, która była obsługiwana do 1988 roku.
W latach 80. XX wieku na wyspie wprowadzono populację karibu, która początkowo rozwijała się pomyślnie. Jednak w 2014 roku, po przedostaniu się wilków na wyspę przez lodowy most, liczba karibu zaczęła gwałtownie spadać z powodu drapieżnictwa. Do 2019 roku zarówno pozostałe karibu, jak i wilki zostały przeniesione z wyspy w celu ochrony gatunku.
Wyspa jest niezamieszkana na stałe, ale w sezonie wiosenno-letnim odwiedzana jest przez właścicieli prywatnych obozów, komercyjnych rybaków oraz kajakarzy.